# أوي كروغر
أوي كروغر هو فيزيائي سويسري، ولد في 11 أكتوبر 1964.